# あまぎモデリングイデア
あまぎモデリングイデアとは、日本の鉄道模型メーカー。

## 概要
東京都練馬区に所在し、ガレージキットに類するNゲージ鉄道模型の真鍮エッチング製車体キットを製造している。屋根と側板が一体の真鍮板を折り曲げ、ホワイトメタル製の前面と真鍮板の妻面を組みあわせる構造のものが多い。
上信電鉄や静岡鉄道などの私鉄会社の電車を中心に少量生産する他、デカール類も生産している。

## 販売形態
日本全国各地に取扱店が所在するが、通信販売により購入することが出来る。また、鉄道模型イベントなどに出展することがある。